# Seznam národních parků
Seznam národních parků je řazen podle světadílů. Obsahuje národní parky nebo odkazy na podrobnější seznamy jednotlivých zemí. Nejedná se o kompletní seznam národních parků.

## Evropa
| Stát                | Nejstarší (rok) | Počet parků | Celkem km² | Podíl na rozloze    |
| ------------------- | --------------- | ----------- | ---------- | ------------------- |
| Albánie             | 1966            | 14          | 1,177      | 4.1%                |
| Belgie              | 2006            | 1           | 57         | 0.2%                |
| Bělorusko           | 1939            | 4           | 2,222      | 1.0%                |
| Bosna a Hercegovina | 1965            | 3           | 404        | 0.8%                |
| Bulharsko           | 1963            | 3           | 1,930      | 1.8%                |
| Černá Hora          | 1952            | 5           | 1,096      | 7.9%                |
| Česko               | 1963            | 4           | 1,190      | 1.5%                |
| Dánsko              | 1974            | 3           | 1,889      | 4.38% [bez Grónska] |
| Estonsko            | 1971            | 5           | 1,927      | 4.3%                |
| Finsko              | 1956            | 37          | 8,873      | 2.7%                |
| Francie             | 1963            | 10          | 60,728     | 9.5%                |
| Chorvatsko          | 1949            | 8           | 994        | 1.8%                |
| Irsko               | 1932            | 6           | 590        | 0.8%                |
| Island              | 1928            | 3           | 12,407     | 12.1%               |
| Itálie              | 1922            | 24          | 15,000     | 5.0%                |
| Litva               | 1974            | 5           | 1,554      | 2.4%                |
| Lotyšsko            | 1973            | 4           | 2,065      | 3.2%                |
| Maďarsko            | 1972            | 10          | 4,819      | 5.2%                |
| Malta               | 2007            | 1           | 2.5        | 0.69%               |
| Německo             | 1970            | 15          | 10,395     | 2.7%                |
| Nizozemsko          | 1930            | 20          | 1,251      | 3.0%                |
| Norsko              | 1962            | 36          | 24,060     | 6.3%                |
| Polsko              | 1932            | 23          | 3,149      | 1.0%                |
| Portugalsko         | 1971            | 1           | 702        | 0.8%                |
| Rakousko            | 1981            | 7           | 2,521      | 3.0%                |
| Rumunsko            | 1935            | 12          | 3,158      | 1.3%                |
| Rusko               | 1983            | 40          | 73,000     | 0.4%                |
| Řecko               | 1938            | 10          | 6,960      | 3.6%                |
| Severní Makedonie   | 1948            | 3           | 974        | 3.8%                |
| Slovensko           | 1949            | 9           | 3,690      | 7.5%                |
| Slovinsko           | 1961            | 1           | 838        | 4.1%                |
| Spojené království  | 1951            | 15          | 19,989     | 8.2%                |
| Srbsko              | 1974            | 5           | 1,775      | 2.3%                |
| Španělsko           | 1918            | 15          | 3,787      | 0.8%                |
| Švédsko             | 1909            | 30          | 7,199      | 1.6%                |
| Švýcarsko           | 1914            | 1           | 170        | 0.4%                |
| Ukrajina            | 1980            | 17          | 7,020      | 1.2%                |

## Severní Amerika

### Dominika
- Národní park Morne Trois Pitons
- Národní park Morne Diablotin
- Národní park Cabrits

## Jižní Amerika

### Brazílie
Národní parky v Brazílii

### Ekvádor
- Parque Nacional Cotopaxi
- Parque Nacional Cuyabeno
- Parque Nacional El Cajas
- Parque Nacional Galápagos
- Parque Nacional Machalilla
- Parque Nacional Podocarpus
- Parque Nacional Sangay

### Peru
Národní parky v Peru

### Bolívie
- Parque Nacional y Área Natural de Manejo Integrado Amboró
- Parque Nacional y Área Natural de Manejo Integrado Bañados de Otuquis
- Parque Nacional Carrasco
- Parque Nacional y Área Natural de Manejo Integrado Cotapata
- Parque Nacional y Territorio Indígena Isiboro-Secure
- Parque Nacional y Área Natural de Manejo Integrado Kaa-Iya del Gran Chaco
- Parque Nacional y Área Natural de Manejo Integrado Madidi
- Parque Nacional Noel Kempff Mercado
- Parque Nacional Sajama
- Parque Nacional y Área Natural de Manejo Integrado Serranía del Aguaragüe
- Parque Nacional y Área Natural de Manejo Integrado Serranía del Iñao
- Parque Nacional Torotoro
- Parque Nacional Tunari

### Chile
Národní parky v Chile

### Argentina
Severovýchod
- Iguazú National Park, zároveň přírodní dědictví UNESCO
- Chaco National Park
- Mburucuyá National Park
- Río Pilcomayo National Park
- Formosa National Park

Severozápad
- El Baritú National Park
- Copo National Park
- Campo de los Alisos National Park
- Calilegua National Park
- El Rey National Park
- Los Cardones National Park

Střed
- Palmar National Park
- Lihue Calel National Park
- Pre Delta National Park
- Quebrada del Condorito National Park
- San Guillermo National Park
- Sierra de las Quijadas National Park
- Talampaya Ischigualasto National Park - zároveň přírodní dědictví UNESCO

Jih
- Lago Puelo National Park
- Laquna Blanca National Park
- Lanín National Park
- Los Alerces National Park
- Los Arrayanes National Park
- Los Glaciares Upsala Glacier National Park - zároveň přírodní dědictví UNESCO
- Nahuel Huapi National Park
- Francisco P. Moreno National Park
- Tierra del Fuego National Park

## Afrika

### Keňa
- Aberdares National Park
- Amboseli National Park
- Arabuko Sokoke National Park
- Hells Gate and Mount Longonot National Parks
- Kora National Park
- Lake Nakuru National Park
- Marsabit National Park
- Meru National Park
- Mount Malama National Park
- Mount Elgon National Park
- Nairobi National Park
- Ndere Island National Reserve
- Saiwa Swamp National Park
- Sibiloi National Park
- Národní park Tsavo

### Tanzanie
- Kilimanjaro National Park
- Serengeti National Park
- Udzungwa Mountains National Park

### Uganda
- Bwindi Impenetrable National Park
- Kibale National Park
- Kidepo Valley National Park
- Lake Mburo National Park
- Mgahinga Gorilla National Park
- Mount Elgon National Park
- Murchison Falls National Park
- Queen Elizabeth National Park
- Rwenzori Mountains National Park
- Semuliki National Park

### Namibie
- Etosha National Park
- Mamili National Park
- Namib-Naukluft National Park

### Jižní Afrika
- Addo Elephant National Park
- Agulhas National Park
- Augrabies Falls National Park
- Bontebok National Park
- Golden Gate Highlands National Park
- Greater St. Lucia Wetland Park
- Přeshraniční park Kgalagadi
- Karoo National Park
- Kalahari Gemsbok Park (extends into Botswana aswell)
- Knysna National Lake Area
- Kruger National Park
- Marakele National Park
- Mountain Zebra National Park
- Namaqua National Park
- Richtersveld National Park
- Cape Peninsula
- Tsitsikamma National Park
- Vaalbos National Park
- West Coast National Park
- Wilderness National Park

## Asie

### Nepál
- Langtang National Park
- Sagarmatha (Everest) National Park
- Dhorpatan Hunting Reserve
- Mustang Conservation Area
- Royal Chitwan National Park
- Koshi Tappu Wildlife Reserve
- Shey-Phoksundo National Park
- Parsa Wildlife Reserve
- Rara National Park
- Royal Bardia National Park
- Khaptad (Baba) National Park
- Royal Suklaphant Wildlife Reserve
- Makalu-Barun National Park and Conservation Area
- The Annapurna Conservation Area
- Manasalu Conservation Area
- Kanchanjunga Conservation Area

### Indie
- Anshi National Park
- Bandhavgarh National Park
- Bandipur National Park
- Bannerghatta National Park
- Jim Corbett National Park
- Gir Forest National Park
- Kanha National Park
- Kaziranga National Park
- Keoladeo National Park
- Kudremukh National Park
- Little Rann of Kutch
- Manas National Park
- Nagarhole National Park
- Nanda Devi National Park
- Rajaji National Park
- Ranthambor National Park
- Sariska Tiger Reserve
- Sundarbans National Park
- Valley of Flowers

### Srí Lanka
- Horton Plains National Park
- Sinharaja Forest Reserve
- Uda Walawe National Park
- Yala National Park

### Čína
- Lushan Guojia Gongyuan
- Guilin and Lijiang River

### Tchaj-wan
- Kending Guojia Gongyuan (nejstarší, nejvíce na jihu)
- Yushan Guojia Gongyuan (největší, střed ostrova, nejvyšší hora)
- Yangmingshan Guojia Gongyuan (nejvíce na severu, vulkanický)
- Tailuge Guojia Gongyuan (soutěska Taroko)
- Sheiba Guojia Gongyuan
- Jinmen Guojia Gongyuan (Kinmen: historické bojiště, ne příroda)

### Japonsko
Hokkaidó (sever)
- Národní park Riširi-Rebun-Sarobecu
- Národní park Širetoko
- Národní park Daisecuzan
- Národní park Akan
- Národní park Šikocu-Tója

Tóhoku (severovýchod)
- Národní park Towada-Hačimantai
- Národní park Rikučú-Kaigan
- Národní park Bandai-Asahi

Kantó (východ)
- Národní park Nikkó
- Národní park Čičibu-Tamakai
- Národní park Džóšin'ecu Kógen
- Národní park Ogasawara
- Národní park Fudži-Hakone-Izu

Čúbu (střed)
- Národní park Čúbu-Sangaku
- Národní park Hakusan
- Národní park Minami Arupusu

Kansai (západ)
- Národní park Ise-Šima
- Národní park Jošino-Kumano

Čúgoku & Šikoku (jihozápad)
- Národní park San'in-Kaigan
- Národní park Daisen-Oki
- Národní park Setonaikai
- Národní park Ašizuri-Uwakai

Kjúšú (jih)
- Národní park Saikai
- Národní park Unzen-Amakusa
- Národní park Aso-Kudžú
- Národní park Kirišima-Jaku

Okinawa (jižní ostrovy)
- Národní park Iriomote

## Austrálie a Oceánie

### Austrálie
- Booderee
- Christmas Island
- Kakadu
- Norfolk Island
- Pulu Keeling
- Uluru-Kata Tjuta
- Willandra

### Nový Zéland
- Abel Tasman National Park, sever Jižního ostrova, 225 km², založen v roce 1942.
- Aoraki/Mount Cook National Park, Jižní Alpy, 707 km².
- Arthurs Pass National Park, Jižní Alpy, 1145 km².
- Egmont National Park, západ Severního ostrova, 335 km², rezervace založena v roce 1881, národní park v roce 1900.
- Fiordland National Park, jihozápad Jižního ostrova, 12 570 km², založen v roce 1952.
- Kahurangi National Park, severozápad Jižního ostrova, 4515 km², založen v roce 1996.
- Mount Aspiring National Park, Jižní Alpy, 3555 km².
- Nelson Lakes National Park, sever Jižních Alp, 1020 km².
- Paparoa National Park, sever západního pobřeží Jižního ostrova 300 km², založen v roce 1987.
- Rakiura National Park, Stewart Island, 1500 km², založen v roce 2002.
- Te Urewera National Park, východ Severního ostrova, 2127 km².
- Tongariro National Park, střed Severního ostrova, 787 km², založen v roce 1887.
- Westland/Tai Poutini National Park střed západního pobřeží Jižního ostrova, 1175 km².
- Whanganui National Park, západ Severního ostrova, 742 km².